# Cosmic Egg
Cosmic Egg – drugi album studyjny australijskiego zespołu rockowego Wolfmother, wydany 23 października 2009.
Dotarł do trzeciego miejsca na australijskiej liście przebojów ARIA, podobnie jak poprzedni album, Wolfmother. Nagrany został w zmienionym składzie, po odejściu z zespołu Chrisa Rossa i Mylesa Hesketta. Jego tytuł pochodzi od nazwy jednej pozycji w jodze. Promowany był na trasie koncertowej zatytułowanej New Moon Rising World Tour, która rozpoczęła się we wrześniu 2009 w Australii. Pierwszym udostępnionym z niego utworem był "Back Round", który od 2 czerwca 2009 można było pobrać w formie pliku mp3, a utwór "New Moon Rising" był pierwszym pełnym singlem, wydanym 25 sierpnia 2009.

## Lista utworów
1. California Queen – 3:55
2. New Moon Rising – 3:46
3. White Feather – 3:04
4. Sundial – 3:48
5. In the Morning – 5:40
6. 10,000 Feet – 4:09
7. Cosmic Egg – 4:04
8. Far Away – 4:00
9. Pilgrim – 4:50
10. In the Castle – 5:42
11. Phoenix – 4:45
12. Violence of the Sun – 6:02

## Skład
Wolfmother
- Andrew Stockdale – wokal, gitary, miksowanie
- Ian Peres – gitara basowa, organy
- Aidan Nemeth – gitara rytmiczna
- Dave Atkins – perkusja, instrumenty smyczkowe na "10,000 Feet"

Produkcja
- Alan Moulder – produkcja, miksowanie
- Joe Barresi – inżynieria dźwięku, miksowanie
- Morgan Stratton – dodatkowa inżynieria dźwięku
- Adam Fuller – dodatkowa inżynieria dźwięku
- Darren Lawson – dodatkowe miksowanie
- Henrik Michelsen – dodatkowe miksowanie
- Justin Tressider – inżynieria dźwięku w utworze "Back Round"

Personel dodatkowy
- Kenny Segal – instrumenty smyczkowe na "10,000 Feet"
- Ben Tolliday – dodatkowa gitara basowa oraz inżynieria dźwięku w utworze "Back Round"
- Invisible Creature – oprawa plastyczna
- Ryan Clark – grafika
- Diego Ibanez – zdjęcia